# Cirphis exarans
Cirphis exarans là một loài bướm đêm trong họ Noctuidae.